# Манифест сюрреализма

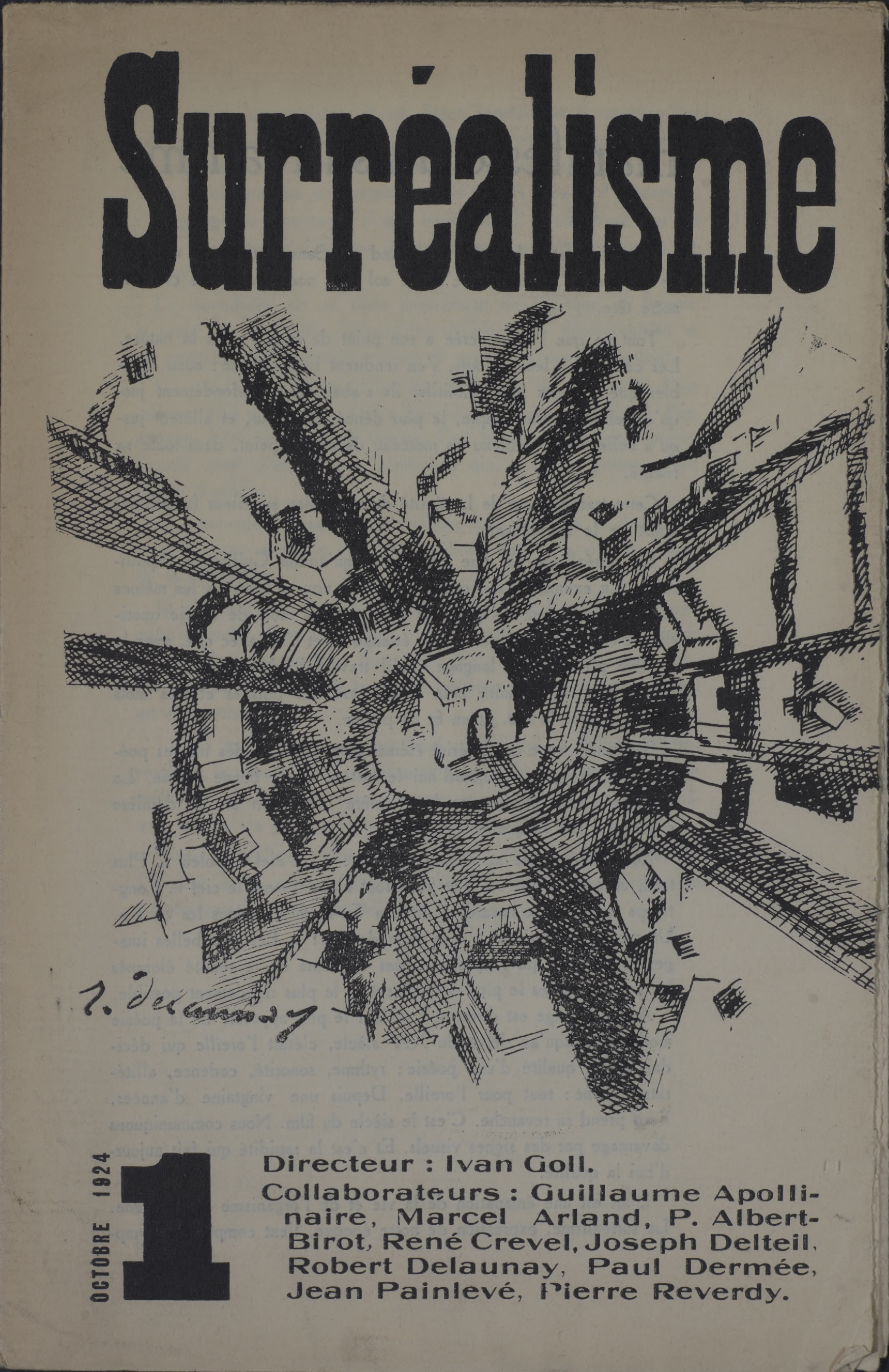
Манифест сюрреалистов (Иван Голль), первый и последний номер журнала Surréalisme, 1 октября 1924 года

Известны четыре манифеста сюрреализма. Первые два манифеста, опубликованные в октябре 1924 года, были написаны Иваном Голлем и Андре Бретоном, лидерами соперничающих объединений сюрреалистов. Бретон опубликовал второй манифест сюрреализма в 1929 году и написал свой третий манифест, который не был опубликован при его жизни.
В первом «Манифесте сюрреализма» (1924) рациональное мышление отвергается в пользу сновидений, бесцельной игры воображения и не контролируемого сознанием «психического автоматизма». Исходя из этих положений, сюрреалисты сформировали своё основное «правило несоответствия», «соединения несоединимого». Руководствуясь этим правилом, сюрреалисты создавали произведения, в которых реальные существа и предметы выступали в самых необычных сочетаниях, создавая образы, напоминающие фантастические видения или сны. В первом манифесте А. Бретон так сформулировал определение самого сюрреализма: «Чистый психический автоматизм, имеющий целью выразить — или устно, или письменно, или любым другим способом — реальное функционирование мысли. Диктовка мысли вне всякого контроля со стороны разума, вне каких бы то ни было эстетических или нравственных соображений».
Второй «Манифест сюрреализма» (1929) провозглашает необходимость преодолеть бессмысленное различение предполагаемых противоположностей (прекрасного и уродливого, истинного и ложного, и т. д.), чему так преданны цивилизации и общества, заботящиеся об увековечении насилия.
Рукопись манифеста 1924 года была изъята Министерством культуры Франции в 2017 году с частного аукциона, объявив его «национальным достоянием».